# 栗林村 (新潟県)
栗林村（くりばやしむら）は、かつて新潟県南蒲原郡にあった村。

## 沿革
- 1901年（明治34年）11月1日 - 南蒲原郡上林村及び旭村が合併して、南蒲原郡栗林村が発足する。
- 1927年（昭和2年）10月1日 - 南蒲原郡栗林村が分割して、次のとおり。
  - 大字石上及び栗林の区域を南蒲原郡三条町に編入する。
  - 大字柳田新田、柳場新田、三貫地新田及び須戸新田の区域を南蒲原郡井栗村に編入する。